# Siergiej Jumatow
Siergiej Pietrowicz Jumatow, ros. Сергей Петрович Юматов (ur. 18 września 1877 roku, zm. w 1921 roku w Polsce) – rosyjski wojskowy (pułkownik), emigrant.
W 1895 roku ukończył nikołajewski korpus kadetów, zaś w 1897 roku nikołajewską szkołę kawaleryjską. Służył w stopniu korneta w lejbgwardii Grodzieńskiego Pułku Husarzy. W 1901 roku awansował na porucznika, w 1905 roku na sztabsrotmistrza, w 1909 roku na rotmistrza, zaś w 1912 roku na podpułkownika. W 1913 roku przeszedł do 13 Pułku Dragonów. Brał udział w I wojnie światowej. W listopadzie 1914 roku mianowano go pułkownikiem. Od czerwca 1917 roku dowodził 6 Głuchowskim Pułkiem Dragonów. Na emigracji zamieszkał w Polsce. Brak jest wiadomości o miejscu śmierci. Nekrolog został opublikowany w połowie września 1921 roku w jednej z gazet w Warszawie.